# Álvaro González
Álvaro Rafael González Luengo (født 29. oktober 1984 i Montevideo, Uruguay) er en uruguayansk fodboldspiller, der spiller som midtbanespiller og/eller som back hos den Nacional i hjemlandet. Han har spillet for klubben siden 2010. Tidligere har han optrådt for blandt andet Defensor Sporting, Lazio og Torino i Italien, samt for argentinske Boca Juniors.

## Landshold
González står (pr. april 2018) noteret for 70 kampe og tre scoringer for Uruguays landshold, som han debuterede for i 2006.